# Arutanga
Arutanga es la ciudad principal de la isla Aitutaki, la que forma parte de las Islas Cook.
En Arutanga se encuentra el muelle principal, donde el visitante puede practicar la pesca y competir en concursos de pesca, que se realizan habitualmente, el supermercado más grande de la isla está instalado en esta localidad, cuenta con varios hoteleses para atender al turismo, que año a año visita la isla.
La población era de 1.946 habitantes, según el censo de 2001, el turismo es cada vez más importante en esta isla, la que está en segundo término como más visitada del grupo de las islas Cook, los turistas son atraído por la imagen de islas deshabitadas con playas de palmeras y aguas azules.